# Nanumea
Nanumea – atol należący do archipelagu Tuvalu, o powierzchni ok. 3,87 km². Liczba mieszkańców: 664 (2002).
Atol składa się z co najmniej 6 wysp:
- Lakena
- Lefogaki
- Nanumea właściwa (największa wyspa[2])
- Teatua a Taepoa
- Te Motu Foliki (lub Temotufoliki)
- i co najmniej jedna inna

Na Nanumea właściwej zlokalizowane są dwie wioski: Haumaefa i Lolua.
Na atolu znajduje się szkoła podstawowa (Kaumaile Primary School) i dwa przedszkola (Afaga Maumau Pre-School, Hologa o Kautama Pre-School) (stan na 2014 rok).